# ブロヴァルィー
- ブロバルイ[1]
- ブロヴァルイ[2]

ブロヴァルィー（ウクライナ語: Бровари, 発音 [brɔˈʋarɪ] ( 音声ファイル)）は、ウクライナキーウ州東部の都市。ブロヴァルィー地区とその下位行政区画であるブロヴァルィー・フロマーダ双方の行政中心地。

## 歴史
ブロヴァルィーという地名は、初めて1628年の史料に登場する。当時のブロヴァルィーはヴィシュネヴェーツィクィイ家が領有する集落であった。集落内には48の農戸と68のコサック戸があり、集落の主な産業は農業と醸造であった。1648年から1657年の間にフメリニツキーの乱が勃発すると、ブロヴァルィーはコサック国家の百人隊地区の町となったが、1667年にキエフ百人隊地区に編成された。1668年に町はクリミア・タタール人によって占領されて全滅したが、18世紀後半に復活した。19世紀中にブロヴァルィーでは郵便局や鉄道が設置され、小学校、中学校や図書館など文化施設が建てられた。1923年にブロヴァルィーはブロヴァルィー地区の地区庁所在地となった。1935年にブロヴァルィー空港が建設され、1960年代までにキーウの最大空港として利用された。第二次世界大戦中にブロヴァルィーは全焼し、1950年代にゼロから再建された。

## 経済
2007年現在、ブロヴァルィーの面積は34km²で、人口は役91,500人である。主な産業は化学産業、機械工学、建築産業、食料産業である。キーウの衛星都市の性格が強い。

## 姉妹都市
- フォントネー＝スー＝ボワ、フランス 1985年
- ロックフォード、アメリカ合衆国 1990年
- シチョルコヴォ、ロシア 1992年
- スウツク、ベラルーシ 1992年
- シッラマエ、エストニア 1992年
- en:Kraśnik County、ポーランド 2006年
- en:Tonalá、メキシコ 2010年